# دیوید ریف
دیوید ریف (انگلیسی: David Rieff؛ زادهٔ ۲۸ سپتامبر ۱۹۵۲) پژوهشگر، روزنامه‌نگار، کارشناس سیاسی و نویسندهٔ آمریکایی است.